# La Prise de Joppé
La Prise de Joppé est un ancien conte égyptien relatif à la conquête de la ville cananéenne de Jaffa (Yapu, Joppé) par le général Djehouty, sous le règne du pharaon Thoutmôsis III au XVe siècle av. J.-C.. 
Ce récit rédigé au début de la XIXe dynastie, entre le XIIIe siècle et le XIIe siècle av. J.-C.), est connu par une copie écrite en hiératique sur papyrus,  le papyrus Harris 500, conservé au British Museum (n°10060). 

## Historicité du conte
Ce conte est traditionnellement considéré comme un récit purement littéraire de la conquête qui s'est déroulée à la suite de la campagne de Thoutmôsis III en Syrie, mais il a réellemment existé un officier nommé Djehouty au service de Thoutmôsis III. 
Les fouilles menées à Jaffa ont récemment montré qu'une destruction de la garnison égyptienne à l'âge du bronze tardif (1456 à 1400 av. J.-C.) pourrait constituer la base historique de ce conte. Cette hypothèse est appuyée par la publication d'un vaste niveau de destruction à l'échelle du site contenant des navires égyptiens datant de la mi-XVIIIe dynastie, y compris des navires de types attestés sous le règne d'Amenhotep II. Ensemble, ces céramiques chypriotes suggèrent une date à la fin du XVe siècle av. J.-C., liée peut-être à l'insurrection d'Aphek réprimée la septième année d'Amenhotep II. Les fouilleurs attribueraient la destruction à l'insurrection cananéenne au cours de laquelle les Égyptiens ont perdu leur forteresse en peu de temps après que Thoutmôsis III a établi la garnison. L'histoire relate donc les événements de la reprise de Jaffa précédant probablement immédiatement la campagne contre Aphek et non la conquête ou la prise du site de Thoutmôsis III comme certains l'ont fait valoir.  
Les tactiques utilisées par Djehouty dans l'histoire rappellent souvent l'épisode du cheval de Troie (raconté dans l’Odyssée) et l'histoire d’Ali Baba et les Quarante Voleurs des Les Mille et Une Nuits. Cependant, cette histoire aurait précédé le cadre littéraire de la tradition grecque de plus de 200 ans. 
Un aspect important de l'histoire, qui peut être facilement ignoré, est l'attestation d'importants éléments sociaux au sein de Canaan à la fin de l'âge du bronze, à savoir les Maryannu et les Apirou.

## Résumé
(Le début du conte est perdu) Djehouty invite le prince de Joppé à une fête dans son camp en dehors de la ville. Il l'assomme, cache deux cents de ses soldats dans des sacs qu'il a chargés sur des bêtes de somme, et envoie un conducteur de char pour annoncer à la ville que les Égyptiens se sont rendus et envoient un hommage. Introduits dans la ville, les soldats égyptiens cachés émergent et la conquièrent. 